# Verderio Superiore
Verderio Superiore é uma comuna italiana da região da Lombardia, província de Lecco, com cerca de 2.590 habitantes. Estende-se por uma área de 2 km², tendo uma densidade populacional de 1295 hab/km². Faz fronteira com Cornate d'Adda (MI), Paderno d'Adda, Robbiate, Verderio Inferiore.

## Demografia
| Variação demográfica do município entre 1861 e 2011                               |
|                                                                                   |
| Fonte: Istituto Nazionale di Statistica (ISTAT) - Elaboração gráfica da Wikipedia |